# Vallangoujard
Vallangoujard es una comuna francesa situada en el departamento de Valle del Oise, de la región de Isla de Francia.

## Historia
En 1843 absorbe la comuna de Mezières.

## Demografía
| Gráfica de evolución demográfica de Vallangoujard entre 1800 y 2022 |
|                                                                     |

Los datos demográficos contemplados en este gráfico se han cogido de la página francesa EHESS/Cassini.